# Sint-Quirinuskerk (Wersbeek)

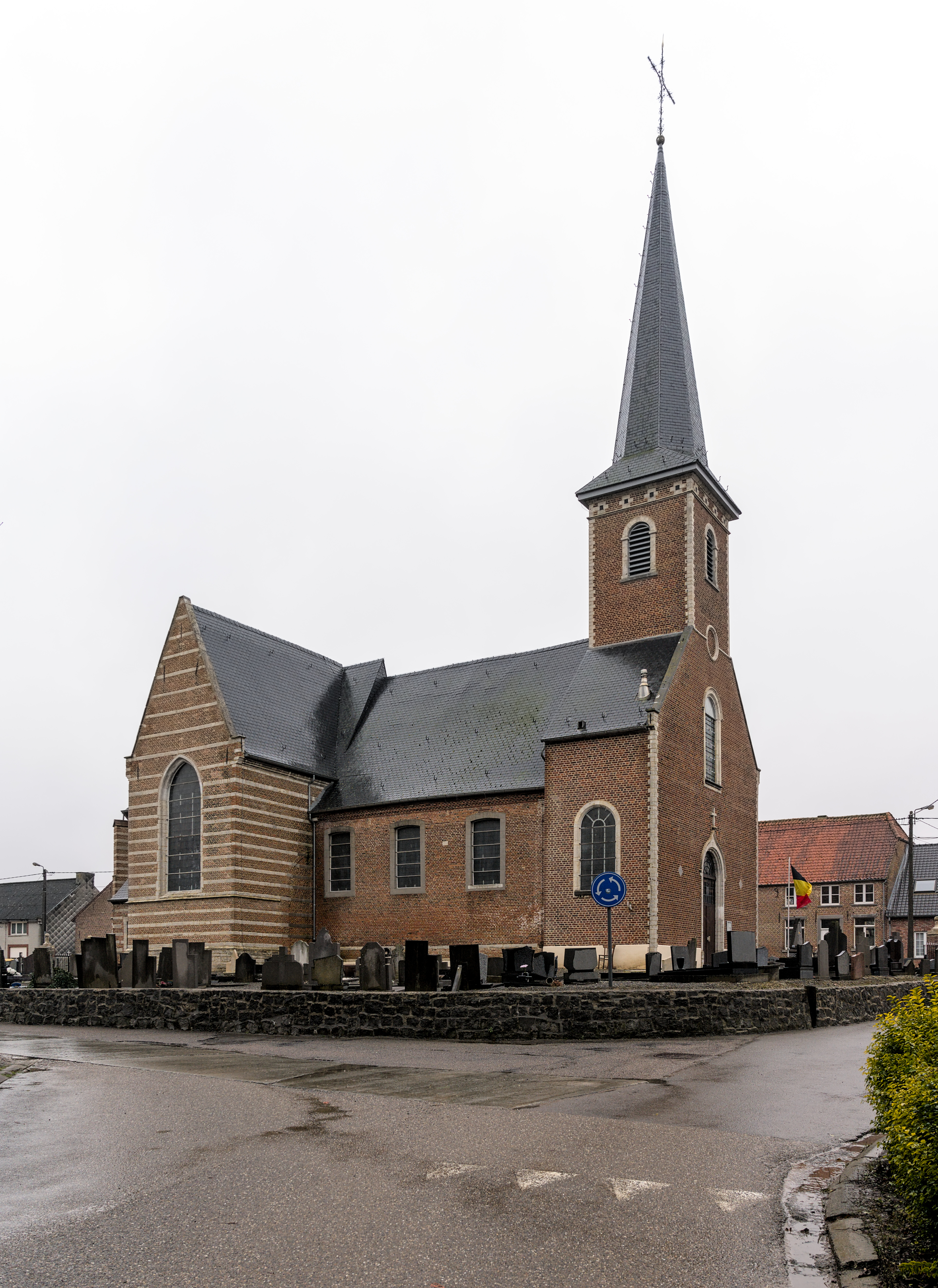
Sint-Quirinuskerk

De Sint-Quirinuskerk is de parochiekerk van de tot de Vlaams-Brabantse gemeente Bekkevoort behorende plaats Wersbeek, gelegen aan de Processiestraat.
Deze kerk bestaat uit een gotisch koor van omstreeks 1500, een transept van omstreeks 1600, uitgevoerd in baksteen met zandstenen speklagen. Het classicistisch kerkschip is van 1747 en de westelijke voorbouw met de toren werd in 1847-1848 opgericht.
De kerk bezit enkele beelden uit de 16e en 17e eeuw, in gotische respectievelijk barokstijl. De altaren en de biechtstoelen zijn 17e-eeuws.
De kerk wordt omringd door een kerkhof.